# Pararge karsiana
Pararge karsiana är en fjärilsart som beskrevs av Leo Andrejewitsch Sheljuzhko 1937. Pararge karsiana ingår i släktet Pararge och familjen praktfjärilar. Inga underarter finns listade i Catalogue of Life.